# 난보쿠초 정통론
남북조 정윤론(正閏論)이라고도 한다. 
1910년 5월 대역사건 직후 1911년 2월 4일 중의원 의원 후지사와 모토조가 국정교과서가 남북 양조 병립설을 따르고 있는 것에 대한 질문서를 제출하면서 터졌다. 야당인 입헌국민당은 바로 정부 탄핵결의안을 의회에 제안했고, 국수주의 단체인 정부 공격도 끓어올라 교과서 편수관 기다 사다키치(喜田貞吉) 앞으로 "너희는 실로 고토쿠 일당이다"라는 비난이 쇄도했다. 당시 제2차 가쓰라 다로(桂太郎) 내각은 남조를 정통으로 한다는 정치 조치를 취했고 2월 27일 기다 사다키치를 휴직 처분하고 사료편찬위원 미카미 산지도 사임했다. 4월에는 북조 천황을 연표에서 빼고 교과서의 정정을 명해 남조의 본거지인 '요시노(吉野)의 조정'으로 고치게 했다.